# Rohrgraben (Werra)
Der Rohrgraben  ist ein 6,6 km langer, orografisch rechter Zufluss der Werra in Thüringen in Deutschland. Er ist ein natürlicher Abfluss des Moorgrund bei Bad Salzungen.

## Verlauf
Der Rohrgraben beginnt in der Niederung südlich von Möhra (beim ehemaligen Agrarflugplatz) und verläuft zunächst in westlicher Richtung, dem Geländeprofil folgend, in die Nähe der Kleinsiedlung Hetzeberg, biegt dann in einem kurzen Bogen in südliche Richtung ab und fließt am Röhrigshof vorbei nach Oberrohn. Von da schlängelt sich der Rohrgraben als natürlicher Bach durch den schmalen Talgrund an der Westflanke des bewaldeten Höhenzuges Winterkasten und erreicht in Höhe der Ortslage von Unterrohn die Talaue der Werra.
Südlich von Oberrohn durchquert der Bach eine Subrosionssenke, in der ein Teil des Bachwassers versinkt und von der auch die benachbarte Trasse der Werrabahn betroffen ist.

## Name
Der Gewässername soll von den Röhrichtpflanzen abgeleitet worden sein. Der Röhrigshof ist nach dem Fluss benannt, ebenso die ursprünglich drei Höfe Ober-, Mittel- und Unterrohn.